# Malesherbia lactea
Malesherbia lactea är en passionsblomsväxtart som beskrevs av Rodolfo Amando Philippi. Malesherbia lactea ingår i släktet Malesherbia och familjen passionsblomsväxter. Inga underarter finns listade i Catalogue of Life.